# Muyupampa
Muyupampa (auch: Villa Vaca Guzmán oder Villa Vittorio Guzmán) ist eine Landstadt im Departamento Chuquisaca im südamerikanischen Anden-Staat Bolivien.

## Lage
Muyupampa ist Sitz der Verwaltung der Provinz Luis Calvo und der zentrale Ort des Municipio Municipio Villa Vaca Guzmán. Die Stadt liegt auf einer Höhe von 1189 m am Río Ñancahuazú, einem linken Nebenfluss des Río Parapetí. Muyupampa und grenzt nach Osten hin an den Höhenzug der Serranía del Incahuasi und im Westen an die Serranía del Iñao.

## Geographie
Muyupampa liegt am Westrand des bolivianischen Tieflandes eingebettet zwischen nord-südlich verlaufenden Voranden-Gebirgsriegeln am Ostrand der bolivianischen Cordillera Central. Das Klima ist subtropisch, die sechsmonatige Feuchtezeit reicht von November bis April und die Trockenzeit von Mai bis Oktober.
Die Jahresdurchschnittstemperatur beträgt gut 20 °C, mit 16 °C von Juni bis Juli und über 23 °C von November bis Januar (siehe Klimadiagramm Muyupampa). Der Jahresniederschlag beträgt knapp 750 mm, feuchteste Monate sind Dezember bis Februar mit etwa 130 mm und trockenste Monate Juli und August mit Durchschnittswerten unter 10 mm.

## Verkehrsnetz
Muyupampa liegt in einer Entfernung von 366 Straßenkilometern südöstlich der Departamento-Hauptstadt Sucre.
Die Stadt liegt an der 976 Kilometer langen Nationalstraße Ruta 6, die Sucre mit dem bolivianischen Tiefland verbindet. Die Straße im Bereich Muyupampa zwischen Monteagudo im Westen und Lagunillas im Osten ist bzw. wird gerade asphaltiert (Stand 2020).
Muyupampa ist an das nationale Luftverkehrsnetz durch ein unbefestigtes Rollfeld angeschlossen.

## Bevölkerung
Die Einwohnerzahl der Stadt hat sich in den vergangenen beiden Jahrzehnten auf etwa das Anderthalbfache erhöht:
| Jahr | Einwohner | Quelle       |
| ---- | --------- | ------------ |
| 1992 | 2052      | Volkszählung |
| 2001 | 2327      | Volkszählung |
| 2012 | 3215      | Volkszählung |
| 2024 |           | Volkszählung |

Die Region weist einen gewissen Anteil an Guaraní-Bevölkerung auf, im Municipio Villa Vaca Guzmán sprechen 24,4 Prozent der Bevölkerung Guaraní.

## Geschichte
Im Jahr 1967 ging der Name Muyupampa durch die Weltpresse, als im April ein Angriff der Guerillagruppe um Che Guevara auf die Ortschaft scheiterte. Zur gleichen Zeit wurde nahe der Kleinstadt der damals 26-jährige französische Wissenschaftler Régis Debray zusammen mit zwei Gefährten verhaftet und unter dem Vorwurf des Hochverrates später zu dreißig Jahren Haft verurteilt wurde.